# San José Buenavista, Michoacán de Ocampo
San José Buenavista är en ort i Mexiko.   Den ligger i kommunen Tacámbaro och delstaten Michoacán de Ocampo, i den södra delen av landet, 240 km väster om huvudstaden Mexico City. San José Buenavista ligger 1 652 meter över havet och antalet invånare är 447.
Terrängen runt San José Buenavista är lite bergig, och sluttar söderut. Runt San José Buenavista är det ganska tätbefolkat, med 80 invånare per kvadratkilometer. Närmaste större samhälle är Tacámbaro de Codallos, 3,7 km väster om San José Buenavista. I omgivningarna runt San José Buenavista växer huvudsakligen savannskog.